# Belakuppe, Gundlupet
Belakuppe là một làng thuộc tehsil Gundlupet, huyện Chamarajanagar, bang Karnataka, Ấn Độ.